# 庫特齊
49°24′46″N 24°38′31″E / 49.41278°N 24.64194°E
庫特齊（烏克蘭語：Кутці），是烏克蘭西部的村莊，隸屬伊萬諾-弗蘭科夫斯克州的伊萬諾-弗蘭科夫斯克區。該村始建於1979年，面積4.39平方公里，2001年人口408，人口密度每平方公里93人。